# Dobre (Mazovie)
Pour les articles homonymes, voir Dobre.
Dobre (prononciation : [ˈdɔbrɛ]) est un village polonais de la gmina de Dobre dans le powiat de Mińsk de la voïvodie de Mazovie dans le centre-est de la Pologne.
Le village est le siège administratif (chef-lieu) de la gmina appelée gmina de Dobre.
Il se situe à environ 18 kilomètres au nord-est de Mińsk Mazowiecki (siège du powiat) et à 48 kilomètres à l'est de Varsovie (capitale de la Pologne).
Le village compte approximativement une population de 1 740 habitants en 2011.

## Histoire
De 1975 à 1998, le village appartenait administrativement à la voïvodie de Siedlce.